# Charles Jensen
Charles Kristoffer Peter Jensen (Bislev, 24 dicembre 1885 – Roskilde, 5 giugno 1920) è stato un ginnasta danese.

## Palmarès

### Olimpiadi
- 1 medaglia:
  - 1 bronzo (Stoccolma 1912 nel concorso libero a squadre)